# 興中路 (高雄市)
興中路（Singjhong Rd.）為高雄市苓雅區的重要道路。起端為光華一路，末端為成功一路，共分為二個部分，沿途商家林立，道路較為狹窄，其中興中一路上有很多花店零售市場，經過高雄市政府的努力及推廣，以「興中花卉街」打出知名度。

## 行經行政區域
- 苓雅區

## 分段
興中路共分為二個部分：
- 興中一路：東起於光華一路口，西於中山二路口接興中二路。
- 興中二路：東於中山二路口接興中一路，西止於成功一路口。

## 沿線設施
（由東至西）
- 興中一路：
  - 全家便利商店高雄中福店
  - 第一商業銀行高雄分行
  - 興中停車場
  - 興中花卉街
- 興中二路：
  - 御宿商旅中山館
  - 美廉社苓雅興中店
  - 陽光大飯店
  - 高雄市立苓洲國小
  - 高雄市苓雅區成功國小

## 公共自行車
- 高雄市公共自行車租賃系統：
  - 民權興中一路口：民權一路/興中一路(東南側)
  - 中華興中路口(東南角)：中華四路116號(前)

## 相關連結
- 高雄市主要道路列表